# تریسی امین
تِریسی کَریما اِمین (به انگلیسی: Tracey Karima Emin) (زاده ۳ ژوئیه ۱۹۶۳)، یک هنرمند بریتانیایی و از برجسته‌ترین اعضای هنرمندان جوان بریتانیایی است.

## آثار برجسته
رختخواب من (۱۹۹۸)
شامل رختخوابی به هم ریخته با ملحفه‌ای کثیف و لکه‌دار، و کف اتاقی مملو از اشیایی نظیر بطری خالی ودکا، جوراب شلواری، لباس زیر، ته‌سیگار و کاندوم. این اثر بُرشی است از زندگی تریسی امین پس از آن‌که در فرایندی دردناک، رابطه عاشقانه‌اش از هم پاشید.«تخت من» یکی از بدنام‌ترین آثار هنری‌ است که قرار گرفتن نامش در فهرست نامزدهای دریافت جایزه ترنر در لندن به درگرفتن بحث‌های داغی درباره مرزهای هنر مدرن انجامید.ارزش تخت من به عنوان یک اثر هنری هنوز مبهم است، اما بهای مادی آن از زمان خلق در سال ۱۹۹۸ تاکنون روند صعودی داشته است. این اثر که یکبار به یک مجموعه‌دار و تاجر به نام چارلز ساتچی به بهای ۱۵۰ هزار دلار فروخته شده بود، در سال ۲۰۱۴ در حراجی ساتبی در لندن به بهای ۴.۳ میلیون دلار به فروش رسید.